# ADVISE
ADVISE (Analysis, Dissemination, Visualization, Insight, and Semantic Enhancement) ist ein Programm des Ministeriums für Innere Sicherheit der Vereinigten Staaten und ein Nachfolger des Programms Total Information Awareness (später Terrorist Information Awareness). Es wird aus dem TVTA-Portfolio (Threat and Vulnerability Testing and Assessment) finanziert.
Es existieren wenig verwertbare Informationen über ADVISE außerhalb des (vermuteten) Budgets von 47 Millionen Dollar (2004–2006), sicher ist jedoch die Methodik des Data-Minings, die diesem Projekt zugrunde liegt.